# Phalacrocorax
Genre
Phalacrocorax (du grec φαλακρο-κόραξ {littéralement corbeau chauve}, cormoran, formé de φαλακρόs, chauve et de κόραξ, corbeau) est un genre de la famille des cormorans. En fonction de la classification, il contient entre une quarantaine d'espèces, ou une vingtaine, la différence étant placée dans les genres Leucocarbo et Microcarbo.

## Liste d'espèces
D'après la classification de référence (version 14.1, 2024) de l'Union internationale des ornithologues, il y a 12 espèces du genre Phalacrocorax (ordre philogénique) :
- Phalacrocorax neglectus (Wahlberg, 1855) – Cormoran des bancs ;
- Phalacrocorax nigrogularis Ogilvie-Grant & Forbes, HO, 1899 – Cormoran de Socotra ;
- Phalacrocorax featherstoniBuller, 1873 – Cormoran de Featherston
- Phalacrocorax punctatus (Sparrman, 1786) – Cormoran moucheté ;
- Phalacrocorax fuscescens(Vieillot, 1817) – Cormoran de Tasmanie ;
- Phalacrocorax varius (Gmelin, JF, 1789) – Cormoran varié ;
- Phalacrocorax sulcirostris (Brandt, JF, 1837) – Cormoran noir ;
- Phalacrocorax fuscicollis Stephens, 1826 – Cormoran à cou brun ;
- Phalacrocorax capensis (Sparrman, 1788) – Cormoran du Cap ;
- Phalacrocorax capillatus (Temminck & Schlegel, 1850) – Cormoran de Temminck ;
- Phalacrocorax lucidus (Lichtenstein, MHC, 1823) – Cormoran à poitrine blanche ;
- Phalacrocorax carbo (Linnaeus, 1758) – Grand Cormoran.